# Samarkand
Samarkand (uzbečki: Samarqand, tadžički: Самарқанд, perzijski: سمرقند, preko sogdijskog što znači "utvrđeni grad" ili "polje šećera") je grad u istoimenoj pokrajini (vilajetu) u središnjem Uzbekistanu s 362.000 stanovnika, što ga čini drugim po broju stanovnika u državi. Grad leži u dolini Zeravšan, uz željezničku prugu Krasnovodsk-Taškent. 
Grad se nekada nalazio točno na pola Puta svile, između Kine i Zapada, te je u srednjem vijeku postao središte islamske kulture i znanosti. od 14. stoljeća je bio prijestolnicom Mongolskog Carstva Timura Velikog i u njemu se nalaze brojne građevine iz tog vrmena kao što su Timurov mauzolej Gur Emir i džamija Bibi Hanum u starom dijelu grada (Registan). Zbog toga je upisan na UNESCO-ov popis mjesta svjetske baštine u Aziji i Oceaniji 2001. godine. 
Od gospodarstva grada ističe se prehrambena, kožna industrija, proizvodnja traktora, automobilskih dijelova, obuće i cigareta. Važno prometno čvorište i trgovačko središte poljoprivredne okolice (osobito za rižu, pamuk i svilu).
U gradu se pored dobro očuvanog Starog grada s džamijama, medresama i mauzolejima, nalazi i sveučilište, uzbečko i rusko kazalište te muzej uzbečke kulture i umjetnosti.

## Povijest
U razdoblju vladavine perzijske dinastije Ahemenida Samarkand je bio glavni grad pokrajine Sogdijane. Nakon osvajanja Aleksandra Velikog (329. pr. Kr.) ulazi u sastav grčko-baktrijske države. U 4. st. postaje turski kaganat, a Arapi ga zauzimaju 712. godine. Od 6. do 13. stoljeća grad je bio veći i bogatiji od suvremenog Samarkanda. Za vladavine Abasida Arapi su od dvojice Kineza, koji su bili zarobljeni 751. godine, otkrili tajnu pravljenja papira. Tako je prva tvornica papira u islamskom svijetu osnovana u Samarkandu. Otkriće se otuda raširilo po islamskom svijetu, te dalje u Europu, što kroz Španjolsku, što preko križara.
U 9. i 10. stoljeću njime vladaju Samanidi, potom Gaznavidi, a u 11. stoljeću Karahanidi i Seldžuci. U to vrijeme Samarkand je bio važno trgovačko i prometno raskrižje, te jedno od važnijih centara islamske kulture.
Godine 1220. osvaja ga Džingis-kan, a nakon osvajanja Timura Lenka (1370.) postaje prijestolnicom druge mongolske države, prethodnice Mogulskog Carstva koje se rasprostiralo od Indije do Turske. Tijekom 35 godina njegove vlasti dovodio je umjetnike i obrtnike iz svih zemalja koje bi osvojio. Bio je cijenjen kao mudar i darežljiv vladar, a Samarkand je rastao. Timur je sebi u Samarkandu podigao mauzolej Gur Emir. Timurov unuk Ulug-beg vladao je 40 godina, tijekom kojih je poticao razvoj znanosti. Stvorio je visoku školu koja je okupljala najbolje astronome i matematičare, a naredio je i gradnju opservatorij koji je imao ogroman, ali izuzetno precizan mramorni sekstant s lukom duljine 63 metra.
Oko 1500. Samarkandom su zavladali Uzbeci, a središte kaganata premješteno je u Buharu. Samarkand je počeo propadati, a poslije napada perzijskog vojskovođe Nadira šaha, napušten je u 18. stoljeću.
God. 1868. počinju ga osvajati Rusi. Za ruske vladavine (od 1871.) izgrađene su brojne gradske kuće i parkovi, a grad je bio središte ruskog Tatarstana. Dobio je na značaju kada je novoizgrađena transkaspijska željeznica dosegla Samarkand 1888. godine. Od 1924. do 1930. godine, Samarkand je bio glavni grad sovjetskog Uzbekistana.

## Znamenitosti
- Registan, središte srednjovjekovnog Samarkanda, se sastoji od tri velike medrese:
  - Ulugbegova medresa, koju je osnovao Ulugbeg 1420. godine, ima mozaike s astronomskim temama. Oko 100 studenata je tu učilo astronomiju, filozofiju i teologiju.
  - Šerdar medresa,  koju je 1636. godine završio šajbanidski emir preko puta Ulugbegove, bila je njezina zrcalna kopija
  - Tla-kari medresa, koja je završena 1660. godine, ima zlatne dekoracije.

- Ulugbegov opservatorij je izgrađen 1420. godine i imao je najveći sekstant, koji je ikada izgrađen, a čiji luk je imao 63 metra. Cilj je bio da se zvijezde mjere s najvećom preciznošću. Njegovi ostaci su iskopani 1908. god.
- Bibi-Hanum džamija (slika desno) je nazvana po ženi Timura Lenka jer se vjeruje kako ju je ona dala izgraditi. Ona je jedna od najvećih građevina Samarkanda, a samo njena glavna vrata imaju 35 metara visine. Srušena je u potresu 1897. godine, nakon čega je rekonstruirana.
- Šah-i-Zinda je mauzolejski kompleks osnovan u 15. stoljeću kao grobnica Kusam ibn Abasa (Muhamedovog rođaka), koji je donio islam u Samarkand. Tu se nalaze i grobovi šire obitelji Timur Lenka i Ulugbega, a 3.rujna 2016. ovdje je pokopan utemeljitelj neovisne uzbečke države i prvi predsjednik Islam Karimov.

## Zanimljivosti
Kako bi slavio sebe i nakon smrti, Timur je u Samarkandu dao izgraditi divovski mauzolej Gur-e-Amir (Prinčev grob prvobitno podignut za njegova najdražeg unuka). Glavni dio preostalog dijela palače ima 110 m visoku zlatnu kupolu u obliku dinje koja se nalazi na vrhu građevine u obliku bubnja. Pravokutni glavni portal u unutarnje dvorište visok je oko 12 m. Njega je za Timura izradio slavni isfahanski graditelj Ibn Mahmud. Iznad luka vrata, ukrasnim pločicama je ispisano: "Sretan je onaj koji napusti svijet prije nego što svijet bez njega ne može". Timur je umro iznenada 1405. godine izvan Samarkanda u logoru iz kojega je taj šezdesetdevetogodišnjak namjeravao zauzeti Kinu. Njegovi sljedbenici odnijeli su njegovo tijelo natrag u Samarkand gdje je bilo izloženo u mauzoleju Gur-e-Amir, a natpisu su dodane riječi da će svako uznemiravanje njegova počivališta biti osvećeno ljutim ratom. Sovjetski arheolozi prvi su pokušali istražiti taj grob 1941. godine kad su pronašli ostatke čovjeka čije su obje noge bile osakaćene čvrstim okvirom i mongolskom lubanjom i crvenom bradom. Za nekoliko tjedana Njemačka je bila u ratu sa Sovjetskim Savezom.

## Galerija fotografija
- Mauzoleji Šahi Zinda
- Gur Emir noću
- Džamija Bibi-Hanum
- Ulugbegov opservatorij
- Polja kod Samarkanda između 1905. i 1915.
- Tržnica tkaninama u Samarkandu, prije 1915.
- Mauzoleji Šahi Zinda

## Gradovi prijatelji
Samarkand ima ugovore o partnerstvu sa sljedećim gradovima:
| - Balkh, Afganistan - Buhara, Uzbekistan - Cuzco, Peru - Hučand, Tadžikistan - Istanbul, Turska - Izmir, Turska | - Kairuan, Tunis - Lahore, Pakistan - Lavov, Ukrajina - Merv, Turkmenistan - Nišapur, Iran |

## Poveznice
- Islamska arhitektura
- Šahrisabz

## Vanjske poveznice
- Svečanost 2,750 godina Timurovog glavnog grada Samarkanda.
- Samarkand.  Arhivirana inačica izvorne stranice od 16. veljače 2009. (Wayback Machine)
- Povijest Samarkanda (University's Encyclopedia Iranica).  Arhivirana inačica izvorne stranice od 11. ožujka 2007. (Wayback Machine)
- Samarkand na modernim i starim fotografijama.  Arhivirana inačica izvorne stranice od 27. rujna 2007. (Wayback Machine)